# Whiteville (Carolina del Nord)
Whiteville és una població dels Estats Units i seu del comtat de Columbus a l'estat de Carolina del Nord. Segons el cens del 2008 tenia 5.600 habitants.

## Demografia
Segons el cens del 2000, Whiteville tenia 5.148 habitants, 2.191 habitatges i 1.336 famílies. La densitat de població era de 369,5 habitants per km².
Dels 2.191 habitatges en un 27,9% hi vivien nens de menys de 18 anys, en un 38,1% hi vivien parelles casades, en un 20,4% dones solteres, i en un 39% no eren unitats familiars. En el 36,3% dels habitatges hi vivien persones soles el 16,4% de les quals corresponia a persones de 65 anys o més que vivien soles. El nombre mitjà de persones vivint en cada habitatge era de 2,22 i el nombre mitjà de persones que vivien en cada família era de 2,88.
Per edats la població es repartia de la següent manera: un 24,1% tenia menys de 18 anys, un 7,8% entre 18 i 24, un 23,5% entre 25 i 44, un 24,4% de 45 a 60 i un 20,1% 65 anys o més.
L'edat mediana era de 41 anys. Per cada 100 dones de 18 o més anys hi havia 72,9 homes.
La renda mediana per habitatge era de 25.455 $ i la renda mediana per família de 34.128 $. Els homes tenien una renda mediana de 35.074 $ mentre que les dones 23.000 $. La renda per capita de la població era de 18.337 $. Entorn del 19% de les famílies i el 26,9% de la població estaven per davall del llindar de pobresa.

## Poblacions més properes
El següent diagrama mostra les poblacions més properes.